# Julia van Verschuer
Julia Maria Thorn Leeson-barones van Verschuer (ook bekend als: Julia van Verschuer) (Plasmolen, 16 mei 1926 – Milsbeek, 27 mei 2016) was een Nederlands beeldhouwer.

## Leven en werk
Van Verschuer was een lid van de familie Van Verschuer en een dochter van Bernhard Daniël baron van Verschuer (1898-1956) en Maria Cox (1897-1986). Ze was een kleindochter van de schilder Gerard Cox. Zij leerde tekenen (1946-1949) bij Gé Röling aan de Rijksakademie van beeldende kunsten in Amsterdam. Ze trouwde in 1948 met de graficus Erik Thorn Leeson (1927-1970), die ze aan de academie had leren kennen. Later keerde ze terug naar de Rijksakademie, waar ze de richting beeldhouwen volgde (1961-1965) onder Piet Esser. 
Naast haar beelden, veelal mens- en dierfiguren, maakte Julia van Verschuer grafisch werk, keramiekontwerpen, penningen en tekeningen. Vanaf 2003 maakte ze ook kleine abstracte sculpturen. Ze sloot zich aan bij Kunstenaarsvereniging De Onafhankelijken en Arti et Amicitiae en was erelid van de Kunstgroep Kolonie Plasmolen. Van 1976 tot 1986 was zij jurylid voor de stichting SAK in de BKR-commissie van de Amsterdamse kunstraad betreffende de gemeentelijke aankopen voor het gebied van de kleinplastiek, keramiek, objecten en projecten. Vanaf 1979 was zij medeoprichter en bestuurslid van de 'Galerij 1881' in Diepenheim, voorloper van de latere Kunstvereniging Diepenheim. In 1995 was Van Verschuer selectie-commissielid  voor de kunstuitleen Amstelland. In 1997 verhuisde zij naar de St. Jansberg te Milsbeek, het landgoed van haar grootvader.
Van Verschuer overleed kort na haar negentigste verjaardag.

## Werken (selectie)
- Hangbuikzwijn (1974), Breda
- Stier met vrouw (1977), Bullekerk, Westzijde, Zaandam
- Handelende boeren met koeien (1981), Nijkerk
- Voorlezende vrouw (1988), Den Ham
- Twee jonge paarden (1995), Beesd
- Zittende vrouw (2003), Plasmolen

## Afbeeldingen

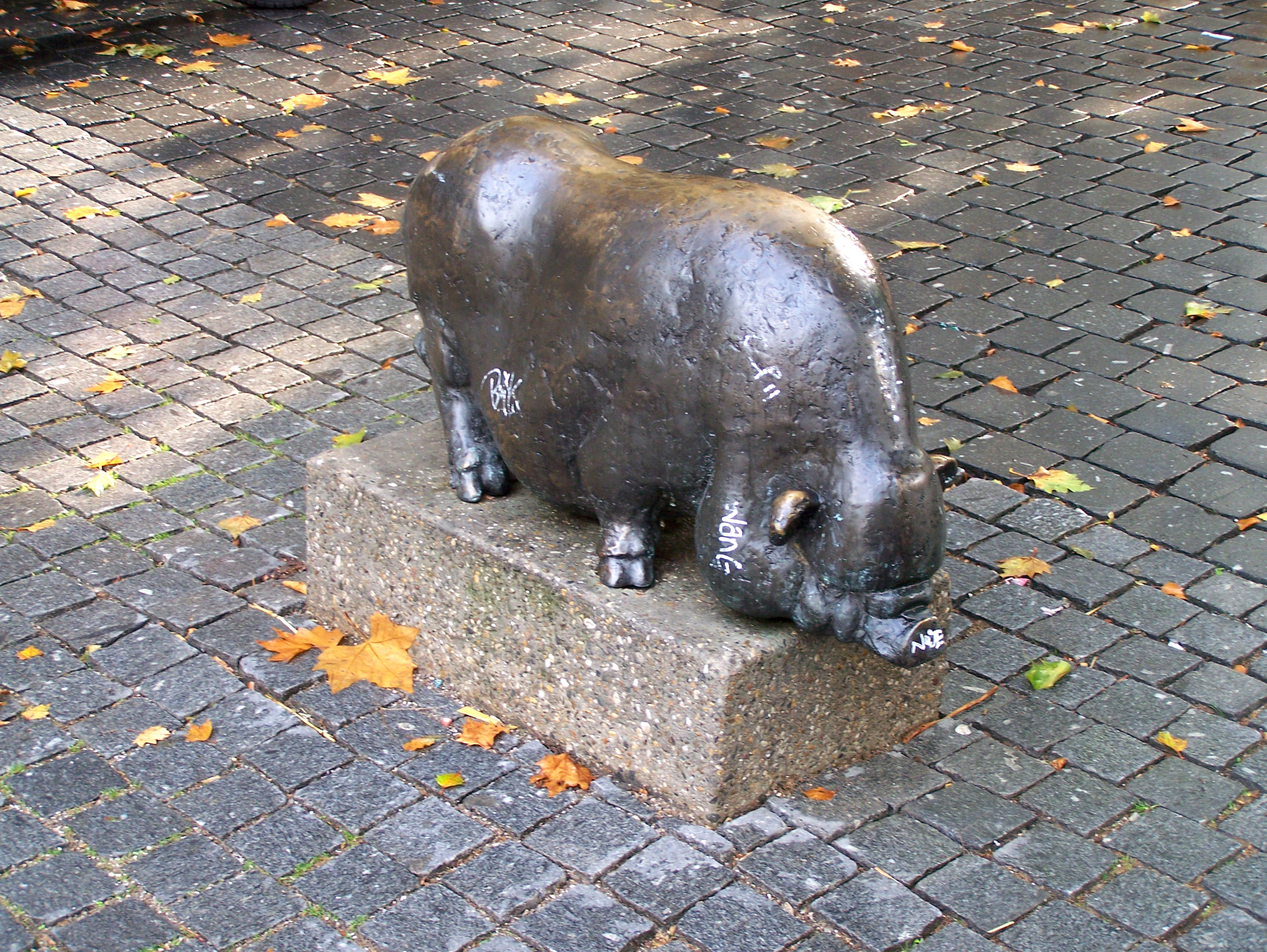
Hangbuikzwijn
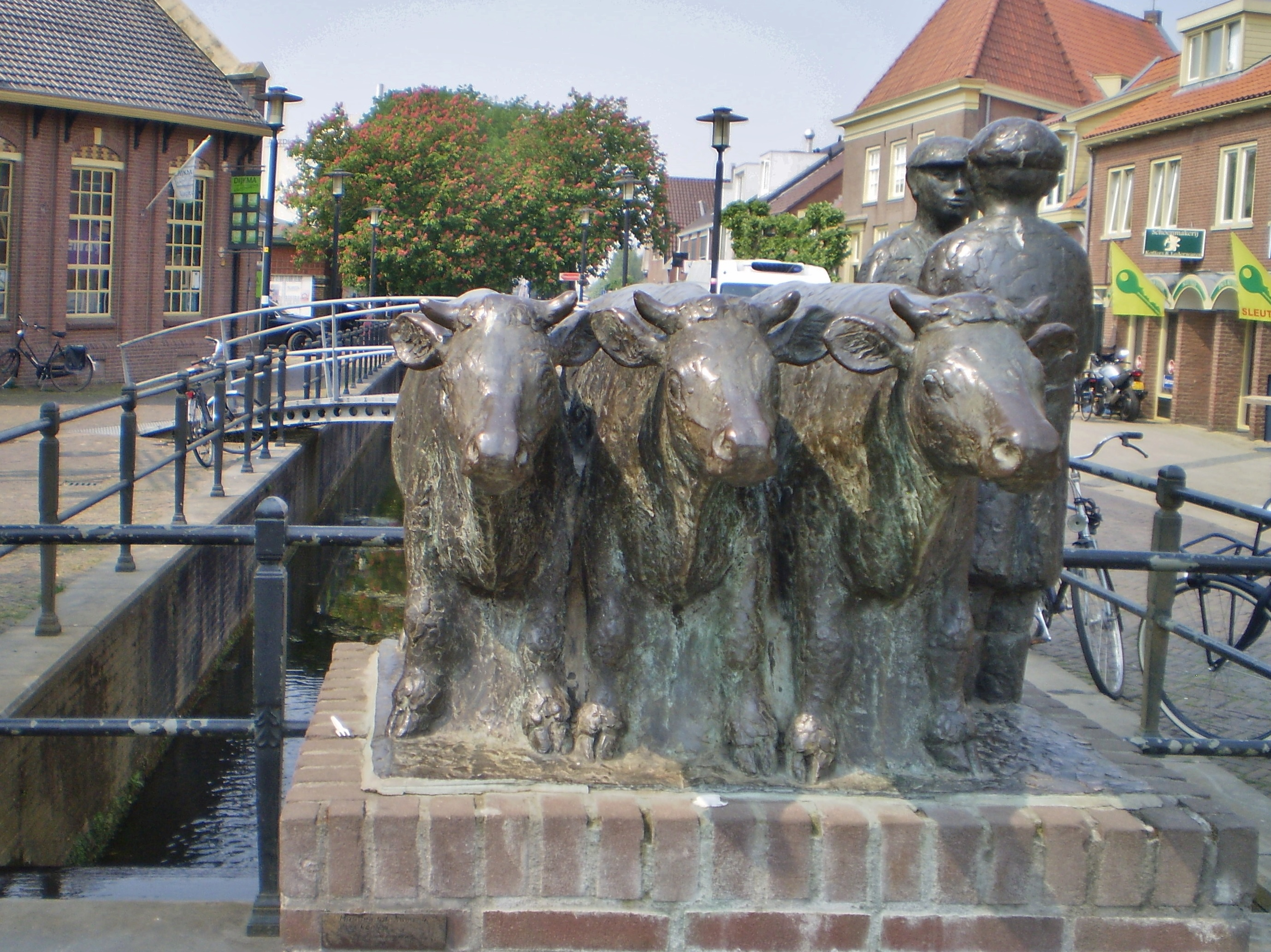
Handelende boeren met koeien